# Lijst van rivieren in Frans-Guyana

Kaart van Frans-Guyana.

Dit is een lijst van rivieren in Frans-Guyana. De rivieren zijn naar drainagebekken geordend en de opeenvolgende zijrivieren zijn ingesprongen weergegeven onder de naam van elke hoofdrivier. 

## Atlantische Oceaan
- Oyapock
  - Ouanary
  - Camopi
  - Yaroupi
- Approuague
  - Arataye (Arataï)
- Mahury (Oyak)
  - Comté
  - Orapu
- Cayenne
  - Montsinéry
  - Cascades
  - Tonnégrande
- Kourou
- Sinnamarie
  - Koursibo
- Iracoubo
  - Counamama
- Mana
  - Kokioko
  - Arouani
- Marowijne (Maroni)
  - Abounamy
  - Lawa
    - Inini
    - Tampok
      - Waki (Ouaqui)

    - Litani
    - Marowijnekreek (Marouini) (betwist)
      - Wanapi

## Rivieren naar lengte
| Rivier         | Monding            | Stroomgebied | Lengte (km) |
| -------------- | ------------------ | ------------ | ----------- |
| Marowijne      | Atlantische Oceaan | Marowijne    | 609 of 612  |
| Mana           | Atlantische Oceaan | Mana         | 462         |
| Oyapock        | Atlantische Oceaan | Oyapock      | 370         |
| Approuague     | Atlantische Oceaan | Approuague   | 335         |
| Sinnamarie     | Atlantische Oceaan | Sinnamarie   | 290         |
| Tampok         | Lawa               | Marowijne    | 268         |
| Marowijnekreek | Lawa               | Marowijne    | 245         |
| Camopi         | Oyapock            | Oyapock      | 244         |
| Inini          | Lawa               | Marowijne    | 215         |
| Mahury         | Atlantische Oceaan | Mahury       | 168         |
| Iracoubo       | Atlantische Oceaan | Iracoubo     | 160         |
| Kourou         | Atlantische Oceaan | Kourou       | 144         |
| Counamama      | Iracoubo           | Iracoubo     | 106         |